# Polystichum dudleyi
Polystichum dudleyi (englisch Dudley's sword fern) ist eine Pflanzenart aus der Familie der Wurmfarngewächse. Er ist für Kalifornien endemisch, wo er in den Wäldern des zentralen und südlichen Kalifornischen Küstengebirges vorkommt. Von der TNC wird die Art als gefährdet („G2“) eingestuft.

## Beschreibung
Polystichum dudleyi bildet mehrere gebogene Wedel von bis zu einem Meter Länge. Jeder lanzettförmige Wedel besteht aus vielen lanzettförmigen Blättchen, welche jeweils tief in kleinere Segmente geteilt sind.